# 御祖村
御祖村（みおやむら）は、石川県鹿島郡に存在した村。
村の名称は、小田中に能登国国造、能登臣の祖とされる崇神天皇皇子、大入杵命の墓所があることによる。

## 地理
- 現在の中能登町南部。北側は邑知地溝帯に沿う平野、南側は丘陵部であり、碁石ヶ峰の北麓にあたる。富山県と県境を成す。
- 高畠には、七尾街道の宿駅が置かれていた。
- 山: 碁石ヶ峰、原山峠
- 河川: 久江川、地獄谷川

## 歴史
- 中世 - 当地には「高畠荘」が存在。
- 1889年（明治22年）4月1日 - 町村制施行により、高畠村、高畠村原山分、小金森村、福田村、藤井村、曽禰村、小田中村、小田中村原山分が合併し、鹿島郡御祖村成立。
- 1955年（昭和30年）1月1日 - 、越路町、滝尾村、久江村と合併し、鹿島町となる。8大字は鹿島町の大字に継承。

## 教育
- 御祖村立御祖小学校（現・中能登町立御祖小学校）

## 交通
- 二級国道159号七尾金沢線（現在の国道159号）

## 産業
- 織物業